# Ernesto Sauter
Ernesto Arthur Sauter (Jaguari, 24 de julho de 1904 — , ) foi um remador brasileiro. Começou a remar em 1929.
Foi campeão brasileiro e sul-americano de remo em 1935. Era afiliado ao Clube de Regatas Guaíba quando participou dos Jogos Olímpicos de Verão de 1936 em Berlim, na prova de oito com, junto a Alfredo de Boer, Arno Franzen, Lauro Franzen, Nilo Franzen, Frederico Tadewald, Henrique Kranen Filho, Máximo Fava e Rodolph Rath (timoneiro).